# Actinomyces
Actinomyces ist eine Bakterien-Gattung der Familie Actinomycetaceae. Charakteristisch für diese Bakterien sind langgestreckte, oft verzweigte Zellen, ohne aktive Bewegung, überwiegend anaerobes Wachstum und positives Verhalten in der Gram-Färbung.

## Herkunft des Namens
Besondere Beachtung fanden im 19. Jahrhundert durch Actinomyces-Arten hervorgerufene knollige Konkretionen in verschiedenen befallenen Körperteilen von Tieren. Im Querschnitt durch diese (damals in Anlehnung an einen Ausdruck der Mineralogie vergebenen Begriff) sogenannten „Drusen“ zeigt sich eine Struktur, die durch strahliges, von einem Punkt ausgehendem Wachstum der Bakterien-Hyphen verursacht wird. Da man zu der Zeit Bakterien der Gattung Actinomyces wie auch andere myzelbildende Bakterien (wie beispielsweise die der Gattung Streptomyces) für Pilze hielt, gab man ihnen wie anderen Actinomycetaceae die deutsche Bezeichnung „Strahlenpilze“; in der Biologie war die entsprechende Bezeichnung „Aktinomyzeten“ (oder „Aktinomyketen“), gebildet aus dem Altgriechischen ακτίς - aktis = Strahl und μύκης - mykes = Pilz. Der deutsche Botaniker Carl Otto Harz nannte 1877 den Erreger einer solchen Konkretion bei einem Rind Actinomyces bovis.

## Gestalt, Zellstruktur
In der Regel gerade oder gekrümmte stäbchenförmige Zellen mit einem Durchmesser von 0,2 bis 3,0 µm. Die Länge ist sehr unterschiedlich, meistens sind die Individuen langfädig – bis zu einer Länge von 50 µm oder sogar darüber. Einige Arten bilden kleine, verzweigte Myzelien. Die langfädigen Formen und Myzelien vermehren sich gelegentlich durch Zerfall in kurze Zellen (Segmentation). Endosporen werden nicht gebildet. Das Gram-Verhalten ist positiv, angefärbte Organismen erscheinen mikroskopisch blau. Aktive Bewegungen sind nicht möglich.

## Stoffwechsel
Aktinomyzeten sind anaerob, teilweise aerotolerant und wachsen beispielsweise bei erhöhter Kohlendioxidspannung bzw. unter mikroaerophilen Bedingungen. Nur wenige Actinomyces-Arten besitzen das Enzym Katalase. Teilweise wird durch eine hohe Kohlenstoffdioxid(CO2)- bzw. Hydrogencarbonat(HCO3−)-Konzentration Wachstum unter aeroben Bedingungen möglich. Die meisten Arten benötigen zum Wachstum ein komplexes Nährstoffangebot. Häufig haben sie einen fermentativen Energiestoffwechsel, bei dem Kohlenhydrate zu organischen Säuren umgesetzt werden. Fast alle Actinomyces-Arten wachsen langsam. Für die Forschung interessant ist, dass sie eine Anzahl an Stoffwechselprodukten produzieren, die antibiotische Wirkung aufweisen.

## Vorkommen, Lebensweise
Die meisten Arten kommen in warmblütigen Wirbeltieren vor, entweder als Pathogene oder als Kommensalen. Das Temperaturoptimum des Wachstums liegt im mesophilen Bereich: 30 bis 37 °C. Actinomyces bovis etwa kommt häufig im Maul von Rindern vor. Ebenso ist das Vorkommen von Actinomyces spp. in menschlichen Mundhöhlen (Biofilme) bekannt, sowie die Beteiligung an der Bildung anderer Biofilme (Intrauterinpessare). Die pathogenen Arten, vor allem Actinomyces israelii, verursachen verschiedene Krankheiten (Aktinomykosen) bei Säugetieren. Hier entstehen zum Beispiel Abszesse in der Mundhöhle oder im Gastrointestinaltrakt. Die Sporen können übertragen werden, nicht jedoch die Erkrankungen, da diese zur Entstehung in der Regel eine herabgesetzte lokale Abwehr benötigen.

## Actinomyces als Krankheitsauslöser
Krankheitsprozesse, an denen Actinomyces spp. beteiligt sind, werden Aktinomykosen genannt, in der Regel sind sie jedoch nicht alleiniger Auslöser von Infektionen und andere Mikroorganismen unterhalten die Erkrankung mit. Prominenteste pathogene Spezies ist Actinomyces israelii, betroffen sind vor allem des Hals-Nasen-Ohren-Bereich und der Urogenitaltrakt/Genitoanalbereich. Aus etwa 70 % aller Infektionen, an denen Actinomyces beteiligt ist, lassen sich entweder A. israelii oder A. gerencseriae nachweisen. Bei zitierten Infektionen handelt es sich um langdauernde, abszessbildende, fistelnde, eitirige Entzündungen, die bei Nichtbehandlung entstellenden Charakter haben können. Via zum Beispiel einer Bagatellverletzung in der Mundhöhle, kann es zu einer Entzündung mit zunächst einem anderen Erreger kommen. Wenn im Verlauf Actinomyces geeignete Lebensbedingungen findet (fortdauernd anaerobe Atmosphäre und absterbendes Gewebe), kann es zu einer chronischen Infektion kommen. Diese dehnt sich unter Umständen aus und ein Höhlensystem mit für das Immunsystem schwer zugänglichen Abszessen entsteht. Ohne chirurgisches Eingreifen ist bei fortgeschrittenem Prozess keine Heilung zu erwarten. Mit steigenden Erkenntnissen zum menschlichen Mikrobiom, zeigt sich auch zunehmend eine Relevanz des Erregers in der Ausbildung von Endometriosen. Sollte aufgrund der Klinik der Verdacht auf eine Aktinomykose bestehen, sollte dies dem mikrobiologischen Labor mitgeteilt werden. Dann nämlich muss das langsame Wachstum dieser Bakterien beachtet und eine längere Bebrütungsdauer eingeplant werden.

## Therapie
Insgesamt sind Aktinomykosen selten und oft mit bestimmten Risikofaktoren verknüpft (schlechter Zahnstatus, Zigarettenrauchen, Alkoholismus u. a. m.). Diese Faktoren können sinnvoller Weise in therapeutische Überlegungen mit einbezogen werden. Abhängig von Situs und Schweregrad sind Operationen unumgänglich, wenn eine Heilung angestrebt wird. Vom Auftreten von Symptomen bis hin zur Diagnose vergeht jedoch häufig viel Zeit, da die Aktinomykose auf Grund ihres seltenen Vorkommens häufig nicht bedacht wird. Die Therapie mittels Antibiotika ist langdauernd. Medikament der Wahl ist Penicillin, welches intravenös appliziert und anschließend oralisiert wird (Amoxicillin). Es wird also auf ein Medikament umgestellt, dass durch den Mund eingenommen werden kann, so dass ab diesem Zeitpunkt ein Krankenhausaufenthalt nicht mehr unbedingt erforderlich ist. Die Therapie dauert meist sechs bis zwölf Monate, es gibt Fallbeschreibungen, in denen drei Monate ausreichten.